# NBCニュースデイリー
『NBCニュースデイリー（NBC News Daily）』は、アメリカ・NBCで2022年9月12日に初放送された昼のニュース番組で、NBCニュースのストリーミングサービス「NBCニュースナウ」の一部として番組化されている。この1時間のブロックは各タイムゾーンで生放送され、ケイト・スノウ、ジンレ・エサムア（Zinhle Essamuah）、ヴィッキー・グエン、モーガン・ラドフォードを含む様々なアンカーが務める。

## スケジュール・アンカー
ラドフォードとヴィッキー・グエンは東部時間正午〜14:00までの最初の2時間アンカーを務め、スノウとエサムアは東部時間14:00〜16:00までアンカーを務める。
NBC放送局はこれらの時間の間（通常は現地時間正午または13:00）に1時間の放送を行っているが、一部の放送局では、中部標準時の11:00に最も早い東部時間正午のブロックを『トゥデイ・ウィズ・ホーダ&ジェナ』から直接放送しており（または、ローカルまたはシンジケート番組を放送し、その番組を1時間テープ遅延させて放送している東部の放送局もある）、午後の早い時間全体をローカルニュースやシンジケート番組に充てることができる。

## 歴史
『NBCニュースデイリー』は2022年8月3日に発表された。NBCの長寿メロドラマ『デイズ・オブ・アワ・ライブス』が同日にNBCユニバーサルのストリーミングサービス「Peacock」に独占的に移行した後、同ネットワークの昼のラインナップに代わった。番組は「国内外の最新ニュース」を提供し、NBC加盟局がローカルニュースのインサートを追加するオプションを提供する。NBCニュースのストリーミングチャンネル「NBCニュースナウ」でも同時放送される。主にABCの『GMA3:ワット・ユー・ニード・トゥ・ノウ』（ABCニュースストリーミングチャンネル「ABCニュースライブ」のスタッフが制作）と競合する。
NBCニュースナウによってストリーミング配信されているため、NBCスポーツが平日にゴルフとテニスの生中継を行う際には、オンラインで先取りなしで放送されるが、『トゥデイ』または『NBCナイトリーニュース』のスタッフ、またはNBCニュースのニュース速報デスクが調整するニュース速報が優先される。